# Station Szydłowo Krajeńskie
Station Szydłowo Krajeńskie is een spoorwegstation in de Poolse plaats Szydłowo.